# Aldo Serena
Aldo Serena (25. červen 1960 Montebelluna, Itálie) je bývalý italský fotbalový útočník. Patří mezi málo hráčů, co hráli za oba Milánské (Inter, Milán) i Turínské (Turín, Juventus) kluby. Také patří mezi šesti italských fotbalistů (spolu s Cavallim, Ferrarim, Gorim, Fannou a Lombardem), kteří vyhráli titul se třemi různými kluby: v jeho případě s Juventusem, Interem, Milánem. Po fotbalové kariéře se stal komentátorem stanice Mediaset.
Vyrůstal v mládežnické akademii Montebelluny, ve svém rodném městě. Zde i odehrál první zápasy mezi dospělými. Do Interu byl prodán po jedné sezoně v roce 1978. V první sezoně odehrál celkem čtyři utkání a vstřelil jednu branku. V následující dvě sezony odehrál na hostování. Nejprve v Comu a poté v Bari. Sezonu 1981/82 již hrál za Nerazzurri, jenže stále jako střídající hráč. V následující sezonu odehrál u rivalů z města, u Rossoneri se kterými vyhrál druhou ligu. Zde vstřelil celkem 14 branek z 29 utkání. A tak opět se vrátil k Nerazzurri a sezonu 1983/84 zakončil osmy brankami v lize. Následující sezonu byl opět poslán na hostování, tentokrát do Turína. Sezona se jemu i klubu velmi podařila. S klubem skončil na 2. místě a on sám vstřelil 9 branek.
Po dobře odehrané sezoně jej Inter prodal za 2,8 miliard lir + Tardelliho do Juventusu. Za Bianconeri hrál dvě sezony a získal s ní první titul v lize (1985/86) a také Interkontinentální pohár 1985. Vstřelil zde celkem 31 branek. Trenér Interu Trapattoni jej chtěl koupit zpět k Nerazzurri. A tak se v létě 1985 stal posilou za 3,5 miliard lir. V sezoně 1988/89 získává titul a navíc se s 22 brankami stal nejlepším střelcem ligy. První evropskou trofej vyhrál v sezoně 1990/91 (pohár UEFA). Z Nerazzurri se rozloučil v roce 1991 po celkem odehraných sedmy sezonách (celkem 224 utkání a 79 branek). Jeho posledním působištěm byl Milán za který odehrál dvě sezony. S klubem získal dva tituly v lize (1991/92 a 1992/93), ale celkem zde odehrál 17 utkání bez vstřelené branky. Po sezoně 1992/93 ukončil kariéru.
Za reprezentaci odehrál 24 utkání a vstřelil v nich 5 branek. Svůj první zápas odehrál 8. prosince 1984 proti Polsku (2:0). Zúčastnil se šampionátu na MS 1986, kde neodehrál žádné utkání. Tři zápasy jako střídající hráč odehrál na domácím šampionátu MS 1990, kde bral bronzovou medaili. Z 24 utkání odehrál 7 jako hráč základní sestavy. Poslední utkání odehrál proti Kypru (4:0) 22. prosince 1990, při kterém vstřelil dvě branky.

## Hráčská statistika
| Sezóna  | Klub         | Liga    | Liga   | Liga | Ligové poháry | Ligové poháry | Ligové poháry | Kontinentální poháry | Kontinentální poháry | Kontinentální poháry | Celkem | Celkem |
| Sezóna  | Klub         | Soutěž  | Zápasy | Góly | Soutěž        | Zápasy        | Góly          | Soutěž               | Zápasy               | Góly                 | Zápasy | Góly   |
| ------- | ------------ | ------- | ------ | ---- | ------------- | ------------- | ------------- | -------------------- | -------------------- | -------------------- | ------ | ------ |
| 1977/77 | Montebelluna | Serie D | 29     | 9    | -             | 0             | 0             | -                    | 0                    | 0                    | 29     | 9      |
| 1978/79 | Inter        | Serie A | 2      | 1    | IP            | 0             | 0             | PVP                  | 2                    | 0                    | 4      | 1      |
| 1979/80 | Como         | Serie B | 18     | 2    | IP            | 0             | 0             | -                    | 0                    | 0                    | 18     | 2      |
| 1980/81 | Bari         | Serie B | 35     | 10   | IP            | 4             | 2             | -                    | 0                    | 0                    | 39     | 12     |
| 1981/82 | Inter        | Serie A | 21     | 2    | IP            | 5             | 1             | UEFA                 | 4                    | 2                    | 30     | 5      |
| 1982/83 | Milán        | Serie B | 20     | 8    | IP            | 9             | 6             | -                    | 0                    | 0                    | 29     | 14     |
| 1983/84 | Inter        | Serie A | 28     | 8    | IP            | 5             | 1             | UEFA                 | 4                    | 2                    | 37     | 11     |
| 1984/85 | Turín        | Serie A | 29     | 9    | IP            | 6             | 0             | -                    | 0                    | 0                    | 35     | 9      |
| 1985/86 | Juventus     | Serie A | 25     | 11   | IP            | 5             | 4             | PMEZ+IP              | 4+1                  | 5+0                  | 35     | 20     |
| 1986/87 | Juventus     | Serie A | 26     | 10   | IP            | 8             | 5             | PMEZ                 | 2                    | 1                    | 36     | 16     |
| 1987/88 | Inter        | Serie A | 22     | 6    | IP            | 4             | 3             | UEFA                 | 5                    | 3                    | 31     | 12     |
| 1988/89 | Inter        | Serie A | 32     | 22   | IP            | 5             | 3             | UEFA                 | 5                    | 3                    | 42     | 28     |
| 1989/90 | Inter        | Serie A | 30     | 9    | IP+IS         | 3+1           | 2+1           | PMEZ                 | 2                    | 1                    | 36     | 13     |
| 1990/91 | Inter        | Serie A | 30     | 8    | IP            | 4             | 0             | UEFA                 | 10                   | 1                    | 44     | 9      |
| 1991/92 | Milán        | Serie A | 9      | 0    | IP            | 6             | 0             | -                    | 0                    | 0                    | 15     | 0      |
| 1992/93 | Milán        | Serie A | 1      | 0    | IP+IS         | 1+0           | 0             | LM                   | 0                    | 0                    | 2      | 0      |
| Celkem  | Celkem       | Celkem  | 357    | 115  | -             | 66            | 28            | -                    | 39                   | 18                   | 462    | 161    |

## Hráčské úspěchy

### Klubové
- 4× vítěz 1. italské ligy (1985/86, 1988/89, 1991/92, 1992/93)
- 2× vítěz 2. italské ligy (1979/80, 1982/83)
- 1× vítěz italského poháru (1981/82)
- 2× vítěz italského superpoháru (1989, 1992)
- 1× vítěz poháru UEFA (1990/91)
- 1× vítěz interkontinentálního poháru (1985)

### Reprezentační
- 2× na MS (1986, 1990 - bronz)
- 1× na OH (1984)

### Individuální
- nejlepší střelec v italské ligy (1988/89)

### Vyznamenání
Řád zásluh o Italskou republiku (1991)